# حدود المغرب
حدود المغرب هي الحدود الدوليّة للمملكة المغربية. تتضمن الحدود البريّة والبحريّة وحدود مع أراضٍ متنازعٍ عليها أو أراضٍ محدودة الاعتراف دوليًا. لقد تغيّرت هذه الحدود من وقت لآخر مع التطورات في الوضع التاريخي للمغرب فيما توجد حاليا حدود متنازع عليها بين المغرب وإسبانيا من الشمال وبين المغرب والبوليزاريو من الجنوب.

يحدّ المغرب من الشمال البحر الأبيض المتوسط، ومن الشرق الجزائر، وتحدّه موريتانيا من الجنوب، بينما يحدّه المحيط الأطلسي من الغرب. ويتوفر المغرب على حدود قصيرة مع إسبانيا في الشمال.

## نظرة عامة

صورة تظهر الحدود المغربية مع الدول المجاورة.

يبلغ الطول الإجمالي للحدود الدولية المغربية 3.523,5 كم، تمتد ضمن جهات 7 جهات هي جهة الشرق، درعة تافيلالت، سوس ماسة، كلميم واد نون، العيون الساقية الحمراء، الداخلة وادي الذهب، وجهة طنجة تطوان.
| الحدود البرية     | الطول الإجمالي              | 3.523,5 كم  |
| الحدود البرية     | الحدود المغربية الجزائرية   | 1,941 كم    |
| الحدود البرية     | الحدود المغربية الإسبانية   | 18,5 كم     |
| الحدود البرية     | الحدود المغربية الموريتانية | 1,564 كم    |
| الشريط البحري     | 2945 كم                     | 2945 كم     |
| المساحة الإجمالية | 716.550 كم²                 | 716.550 كم² |
| ----------------- | --------------------------- | ----------- |